# Hemimycena sordida
Hemimycena sordida är en svampart som tillhör divisionen basidiesvampar, och som beskrevs av Machiel Evert ("Chiel") Noordeloos och Vladimír Antonín. Hemimycena sordida ingår i släktet Hemimycena, och familjen Chromocyphellaceae. Arten har ej påträffats i Sverige.